# サンフアン (南イロコス州)
サンフアン（San Juan）は、フィリピンの南イロコス州にある第4級町（4th class municipality）である。旧称はラポッグ（Lapog）。2007年版の国勢調査によると、人口23,808人で、世帯数は4,866戸。
サンフアンは、南イロコス州におけるブリヤシ（コウリバヤシなどen:Corypha属のヤシのこと）の最大産地である。そのため、ブリヤシの州都（Buri Capital of Ilocos Sur）とも呼ばれている。

## 歴史
初期の入植者と先住民は、一帯にラポラポ（Lapo-Lapo）と呼ばれる背の高い草が生い茂っていたことにちなんで、縮めてラポ（Lapo）とこの地を呼んでいた。
1772年に、最初の指導者であるドン・トマス・アキノ（Don Tomas Aquino）によって、現在のサンフアンの起源となる町が組織された。このときから、町名をラポッグと呼ぶようになった。ラポッグとは、現地語で「灌漑のされていない土地」を意味するラプラポッグ（Lap-Lapog）に由来する。その後、189年間にわたってラポッグが正式の地名として記録されてきた。1874年にベサン道（Bessang Pass）が開通した。
ラポッグの町は、様々な疫病などによる打撃を受けてきた。例えば1808年と1818-1819年には天然痘が流行した。1903年には蝗害に見舞われたほか、1905年にはアラバス（arabas）と呼ばれるイモムシの大発生により稲作が壊滅的打撃を受けた。米比戦争中の1903年には、アメリカ人により町のホールが破壊された。こうした数々の災害を乗り越えて、町は繁栄を築きあげた。
1961年6月18日に至ってフィリピン共和国法律第3386号が成立し、ラポッグは、洗礼者ヨハネのスペイン語名にちなんだサンフアンへと改名された。この改名は、住民の多くが、洗礼者ヨハネの加護により平和と幸福と富がもたらされると信じたことによる。近年の人口推移は、1995年の国勢調査で21,222人、2000年の調査では23,146人となっている。

## 行政区画
サンフアンには、下位行政区画として32個のバランガイが属している。
- Bacsil
- Baliw
- Bannuar (Pob.)
- Barbar
- Cabanglotan
- Cacandongan
- Camanggaan
- Camindoroan
- Caronoan
- Darao
- Dardarat
- Guimod Norte
- Guimod Sur
- Immayos Norte
- Immayos Sur
- Labnig
- Lapting
- Lira (Pob.)
- Malamin
- Muraya
- Nagsabaran
- Nagsupotan
- Pandayan (Pob.)
- Refaro
- Resurreccion (Pob.)
- Sabangan
- San Isidro(Pob.)
- Saoang
- Solotsolot
- Sunggiam
- Surngit
- Asilang